# Luca De Filippo
Luca De Filippo (Roma, 3 giugno 1948 – Roma, 27 novembre 2015) è stato un attore e regista teatrale italiano.
(Eduardo De Filippo, al XXX Convegno dell'Istituto del Dramma italiano a Taormina, 15 settembre 1984)

## Biografia
Nacque a Roma nel 1948, figlio di Eduardo De Filippo e della sua seconda moglie, la cantante ed attrice Thea Prandi. Ebbe una sorella, Luisa, morta giovanissima nel gennaio del 1960. Luca frequentò le scuole nella capitale, le elementari alla Umberto I e le medie alla Visconti, per poi conseguire la maturità scientifica al collegio Colautti di Salerno. In quel periodo, quando era a Roma, partecipava agli allestimenti pomeridiani del giovedì e della domenica degli spettacoli di Eduardo: «piccole parti di poche battute, alcune scritte appositamente per me, come il garzone di drogheria in Sabato, domenica e lunedì, che non sapendo scrivere quando deve prendere appunti per i giri delle consegne fa dei disegni che gli ricordano le persone». A vent'anni iniziò la sua attività teatrale usando il nome d'arte di Luca Della Porta. Da due diverse compagne ebbe tre figli: Matteo, Tommaso e Luisa. Nel 2013 sposò Carolina Rosi, figlia del regista Francesco Rosi, con la quale condivise anche tante esperienze teatrali.
Sempre attento alle problematiche giovanili e impegnato in progetti legati alla lotta contro la devianza minorile, Luca De Filippo partecipò il 30 ottobre 2015 al convegno: "30 anni persi? La prevenzione della devianza giovanile in Campania a 30 anni dalla legge Eduardo: risultati e prospettive", tenutosi al Maschio Angioino di Napoli. Il convegno fu organizzato dalla Fondazione Eduardo De Filippo per riflettere sulla "legge regionale n.41 del 1987, Interventi a sostegno della condizione giovanile in Campania" e nota anche come "legge Eduardo".
A novembre dello stesso anno, mentre stava andando in scena con la commedia del padre Non ti pago, venne ricoverato in ospedale a Roma per una discopatia, ma gli venne diagnosticato un tumore. Morì nella sua casa romana il 27 novembre del 2015, all'età di 67 anni. I funerali, in forma laica, furono celebrati il 30 novembre all'interno del Teatro Argentina di Roma alla presenza dei familiari, di tanti amici e colleghi e di numerose personalità del mondo dello spettacolo e delle istituzioni. Riposa nella cappella di famiglia nel cimitero del Verano.

## Carriera
La sua carriera comincia a soli sette anni, nel 1955, quando è Peppeniello in Miseria e nobiltà di Eduardo Scarpetta, diretto dal padre. Lo stesso anno, quando la pièce andò in televisione il 30 dicembre, fu uno dei primi bambini attori a comparire davanti al piccolo schermo in Italia. Il debutto vero e proprio, però, avviene a vent'anni, ne Il figlio di Pulcinella di Eduardo (regia di Gennaro Magliulo), col nome di Luca Della Porta. Da questo momento inizia un'intensissima attività teatrale. Con la regia del padre, partecipa - sia in teatro che nella versione televisiva - a Il contratto, Il Cilindro, Sabato, domenica e lunedì, Filumena Marturano, Non ti pago, Il sindaco del rione Sanità, Napoli milionaria!, De Pretore Vincenzo, Le bugie con le gambe lunghe, Uomo e galantuomo, Natale in casa Cupiello, Gli esami non finiscono mai, Le voci di dentro, Sik-Sik, l'artefice magico, Gennareniello, Dolore sotto chiave, Quei figuri di tanti anni fa, Ditegli sempre di sì, Chi è cchiu' felice 'e me!, al pirandelliano Berretto a sonagli, a un'opera di Gino Rocca Scorzetta di limone, a 'O tuono 'e marzo, a La donna è mobile di Vincenzo Scarpetta e ad alcune opere di Eduardo Scarpetta: Cani e gatti, Lu curaggio de nu pumpiero napulitano, Na santarella, Tre canzune fortunate e Nu turco napulitane.
Numerose sono anche le sue apparizioni cinematografiche e televisive: è tra gli interpreti, insieme a Helmut Berger, e con lo pseudonimo di Luca Della Porta, di I giovani tigri (1967), regia di Antonio Leonviola; con Aldo Giuffré, della serie televisiva diretta da Mino Guerrini Quel negozio di piazza Navona (1969); sempre per la televisione lavora in Petrosenella e Le scene di Napoli (1982); è la volta poi della serie Naso di cane, regia di Pasquale Squitieri, con Claudia Cardinale (1985); quindi de Il ricatto, diretto da vari registi, interpretato, tra gli altri, da Massimo Ranieri e Kim Rossi Stuart; di Sabato, domenica e lunedì (1990), regia di Lina Wertmüller, con Sophia Loren; della versione televisiva, insieme a Lello Arena, di Uscita di emergenza (1992) di Manlio Santanelli; della miniserie Mannaggia alla miseria, regia di Lina Wertmüller (2010), dove interpreta il personaggio di Anacleto Figliola; dei film Come te nessuno mai, regia di Gabriele Muccino (1999), con Anna Galiena e Venuto al mondo, regia di Sergio Castellitto (2012), con Penélope Cruz. È del 2015 la sua partecipazione al film La stoffa dei sogni di Gianfranco Cabiddu, tratto da La tempesta nella traduzione in napoletano antico di Eduardo De Filippo.
Fonda nel 1981 la propria compagnia teatrale, con cui sceglie di confrontarsi non solo con le commedie del padre, ma con tutti i grandi maestri della storia del teatro: da Molière a Pinter, a Beckett, da Scarpetta a Luigi Pirandello. Dirige quindi Uomo e galantuomo, Non ti pago, Il contratto, Penziere mieje, nato attorno ad alcune poesie di Eduardo musicate da Antonio Sinagra, e Ditegli sempre di sì, ma realizza anche un'opera di Pasquale Altavilla 'A fortuna e Pulicinella e il Don Giovanni di Molière e, nel 1990, dirige Umberto Orsini ne Il piacere dell'onestà di Pirandello. Per la regia di Armando Pugliese interpreta 'O scarfalietto, Ogni anno punto e da capo, Questi fantasmi! - che segna l'inizio della lunga collaborazione con Enrico Job - e Il Tartuffo di Molière con Toni Bertorelli.
Nell'estate 2000 cura la regia de La scala di seta di Gioachino Rossini, per il Rossini Opera Festival di Pesaro. Nel biennio 2001-2002 dirige e interpreta, insieme a Umberto Orsini, L’arte della commedia di Eduardo. Particolarmente attento al teatro contemporaneo, è regista e interprete de La casa al mare di Vincenzo Cerami (1990-1991), protagonista di Tuttosà e Chebestia (1992-1993), regia di Benno Besson, de L'esibizionista, testo e regia di Lina Wertmüller (1993-1994), de L'amante di Harold Pinter, regia di Andrée Ruth Shammah, con Anna Galiena (1997), de Il Suicida, libero adattamento di Michele Serra da Nicolaj Erdman, regia di Armando Pugliese (1999-2000), di Aspettando Godot di Samuel Beckett, sua anche la regia (2001-2002), e dirige Resisté di Indro Montanelli, realizzato in collaborazione con il Teatro Franco Parenti di Milano.
Nel 2002-2003 interpreta La palla al piede di Georges Feydeau, con Gianfelice Imparato e Carolina Rosi, regia di Armando Pugliese, curandone anche, con Carolina Rosi, traduzione e adattamento. A maggio del 2003 debutta nello stesso Teatro San Carlo, con la regia di Francesco Rosi, la nuova messa in scena di Napoli milionaria!, a distanza di quasi sessant'anni dalla prima storica rappresentazione del 25 marzo 1945, a pochi mesi dalla fine della guerra, nella sala requisita e ottenuta da Eduardo per una sola replica. Luca ne è protagonista, accanto all'interprete femminile Mariangela D'Abbraccio. Le repliche si susseguono con grande successo in tutta Italia sino alla primavera del 2006.
Sempre con la regia di Francesco Rosi, debutta ad ottobre del 2006 al Teatro Argentina ne Le voci di dentro di Eduardo. Lo spettacolo, accolto con unanime favore da critica e pubblico, viene replicato per tre stagioni. Terzo allestimento della trilogia su Eduardo realizzata in collaborazione con Francesco Rosi, è Filumena Marturano, di cui è interprete con Lina Sastri e che, accolta con lo stesso successo, è a lungo in tournée. Nel 2009 recita in La dodicesima notte di Shakespeare, con la regia di Armando Pugliese. Alla fine del 2009, insieme a Nicola Piovani, presenta Padre Cicogna al Teatro San Ferdinando di Napoli, poema messo in musica per ricordare Eduardo a venticinque anni dalla scomparsa. Nel 2010 torna alla regia con lo spettacolo Le bugie con le gambe lunghe, di cui è anche l'interprete principale, come pure, nel 2012, de La grande magia.
A dicembre del 2013, mette in scena un nuovo spettacolo: Sogno di una notte di mezza sbornia di Eduardo De Filippo, commedia liberamente tratta da L'agonia di Schizzo di Athos Setti. L'inizio del 2015 si apre con le repliche di Sogno di una notte di mezza sbornia, per continuare con la messa in scena e la regia di Non ti pago. Sempre nel 2015 accetta l'incarico di dirigere la Scuola di Recitazione del Teatro Stabile di Napoli - Teatro Nazionale. È stato presidente della Fondazione Eduardo De Filippo, costituita nel 2008, in seguito alla donazione del Teatro San Ferdinando alla città di Napoli da parte della famiglia De Filippo. La Fondazione persegue finalità culturali ed è attiva in ambito civile e sociale a favore dei ragazzi a rischio per i quali Luca si impegnò, come già suo padre, promotore della legge regionale n. 41 del 1987, nota come “legge Eduardo”.

## Teatro
- Miseria e nobiltà di Eduardo Scarpetta, regia di Eduardo De Filippo (1955)
- Il figlio di Pulcinella di Eduardo De Filippo, regia di Gennaro Magliulo, con lo pseudonimo di Luca Della Porta (scheda cast) (1968)
- Filumena Marturano di e regia di Eduardo De Filippo (scheda cast) (1968)
- Cani e gatti di Eduardo Scarpetta, regia di Eduardo De Filippo (scheda cast) (1970)
- Le bugie con le gambe lunghe di e regia di Eduardo De Filippo (scheda cast) (1972)
- Il sindaco del rione Sanità di e regia di Eduardo De Filippo (scheda cast) (1973)
- Gli esami non finiscono mai (1974) di e regia di Eduardo De Filippo (scheda cast) (1974)
- Natale in casa Cupiello di e regia di Eduardo De Filippo (scheda cast) (1975, 1976, 1977)
- Le voci di dentro di e regia di Eduardo De Filippo (scheda cast) (1977)
- Gennareniello di e regia di Eduardo De Filippo (1978)
- Il sindaco del rione Sanità di e regia di Eduardo De Filippo (scheda cast) (1979)
- Il berretto a sonagli di Luigi Pirandello, regia di Eduardo De Filippo (scheda cast) (1979)
- La donna è mobile di Vincenzo Scarpetta, regia di Eduardo De Filippo (1980, 1981, 1982)
- Sik-Sik, l'artefice magico di e regia di Eduardo De Filippo (scheda cast) (1980)
- Dolore sotto chiave di e regia di Eduardo De Filippo (1980)
- Scorzetta di limone di Gino Rocca, adattamento in napoletano e regia di Eduardo De Filippo (1980)
- Pulcinella ca va cercando 'a fortuna sua pe' Napule (o 'A fortuna 'e Pulicenella), libero rifacimento da Pulcinella che bà truvanno 'a fortuna soja pè Napule (1863) di Pasquale Altavilla, riduzione e regia di Eduardo De Filippo (1980, 1981)
- Ditegli sempre di sì di e regia di Eduardo De Filippo (1981, 1982, 1983, 1997, 1998, 1999); regia di Luca De Filippo (stagione 1997-'98\1998-1999)
- Tre cazune fortunate di Eduardo Scarpetta, regia di Eduardo De Filippo (1982, 1983)
- Nu turco napulitano di Eduardo Scarpetta, regia di Eduardo De Filippo (1983, 1984)
- Chi è cchiu' felice 'e me! di e regia di Eduardo De Filippo (1983, 1984, 1985)
- Uomo e galantuomo di Eduardo De Filippo, regia di Luca De Filippo (1984, 1985, 1986, 1995, 1996, 1997)
- Don Giovanni di Molière, regia di Luca De Filippo (1985, 1986, 1987)
- 'O Scarfalietto di Eduardo Scarpetta, regia di Armando Pugliese (1986, 1987, 1988)
- Ogni anno punto e da capo di Eduardo De Filippo, regia di Armando Pugliese (1988, 1989)
- Non ti pago di Eduardo De Filippo, regia di Luca De Filippo (1989, 1990, 1991)
- Il piacere dell'onestà di Luigi Pirandello, regia di Luca De Filippo (1990)
- La casa al mare di Vincenzo Cerami, regia di Luca De Filippo - compagnia "L'arte della commedia" (1990, 1991, 1992)
- Questi fantasmi! di Eduardo De Filippo, regia di Armando Pugliese (1991, 1992, 1993)
- Tuttosà e Chebestia di Coline Serreau, traduzione di Stefano Benni da Quisaitout et Grobeta, regia di Benno Benson (1993)
- L'esibizionista di e regia diLina Wertmüller (1993, 1994, 1995)
- Il contratto di Eduardo De Filippo, regia di Luca De Filippo (1994, 1995, 1996)
- Penziere mieje di Eduardo De Filippo, regia di Luca De Filippo (1995, 1996, 1997)
- L'amante di Harold Pinter, regia di Andrée Ruth Shammah (1997, 1998)
- Tartufo o l'Impostore di Molière, libera traduzione dall'originale di Enzo Moscato, regia di Armando Pugliese (1997, 1998, 1999)
- Il suicida, libero adattamento di Michele Serra da Nikolaj Robertovič Ėrdman, regia di Armando Pugliese (1999, 2000)
- L'arte della commedia di Eduardo De Filippo, regia di Luca De Filippo (2000, 2001, 2002)
- Eduardo al Kursaal, progetto di Armando Pugliese e Luca De Filippo su testi di Eduardo De Filippo, regia di Armando Pugliese (2001, 2002, 2003, 2004)
- Aspettando Godot di Samuel Beckett, traduzione di Carlo Fruttero, regia di Luca De Filippo (2001, 2002)
- Resisté di Indro Montanelli, regia di Luca De Filippo (2001, 2002)
- Penziere mieje di Eduardo De Filippo, musiche di Antonio Sinagra, regia di Luca De Filippo (2002, 2003)
- La palla al piede di Georges Feydeau, traduzione e adattamento di Carolina Rosi e Luca De Filippo, regia di Armando Pugliese (2002, 2003)
- Napoli milionaria! di Eduardo De Filippo, regia di Francesco Rosi - compagnia di Luca De Filippo / Mercadante Teatro Stabile di Napoli (2003, 2004, 2005, 2006)
- Le voci di dentro di Eduardo De Filippo, regia di Francesco Rosi (2006, 2007, 2008, 2009)
- Filumena Marturano di Eduardo De Filippo, regia di Francesco Rosi (2008, 2009, 2010)
- Le bugie con le gambe lunghe di Eduardo De Filippo, regia di Luca De Filippo (2010, 2011, 2012)
- La grande magia di Eduardo De Filippo, regia di Luca De Filippo (2012, 2013)
- Sogno di una notte di mezza sbornia di Eduardo De Filippo, regia di Armando Pugliese (2013, 2014, 2015)
- Non ti pago di Eduardo De Filippo, regia di Luca De Filippo (2015)

### Teatro in TV
- Miseria e nobiltà di Eduardo Scarpetta, regia di Eduardo De Filippo (30 dicembre 1955)
- Lu curaggio de nu pumpiero napulitano di Eduardo Scarpetta, regia di Eduardo De Filippo (24 gennaio 1975)
- 'E nepute d'o sinneco di Eduardo Scarpetta da Le Droit d'un aîné di Paul Burani, riadattamento e regia di Eduardo De Filippo (scheda cast Archiviato l'8 dicembre 2015 in Internet Archive.) (31 gennaio 1975)
- Na santarella di Eduardo Scarpetta, regia di Eduardo De Filippo (7 gennaio 1975)
- 'O tuono 'e marzo di Vincenzo Scarpetta, libero adattamento e regia di Eduardo De Filippo (14 febbraio 1975)
- Uomo e galantuomo di e regia di Eduardo De Filippo (26 dicembre 1975)
- De Pretore Vincenzo di e regia di Eduardo De Filippo (scheda cast) (2 gennaio 1976)
- L'arte della commedia di e regia di Eduardo De Filippo (scheda cast) (9 gennaio 1976)
- Gli esami non finiscono mai di e regia di Eduardo De Filippo (Rai 2, 16 gennaio 1976)
- Natale in casa Cupiello di e regia di Eduardo De Filippo (25 dicembre 1977)
- Il cilindro di e regia di Eduardo De Filippo (scheda cast) (5 novembre 1978)
- Gennareniello di e regia di Eduardo De Filippo (12 novembre 1978)
- Quei figuri di tanti anni fa (24/12/1978) di e regia di Eduardo De Filippo (24 dicembre 1978)
- Le voci di dentro di e regia di Eduardo De Filippo (1978)
- Il sindaco del rione Sanità di e regia di Eduardo De Filippo (14 aprile 1979)
- Il contratto di e regia di Eduardo De Filippo (13 giugno 1981)
- Il berretto a sonagli di Luigi Pirandello, regia di Eduardo De Filippo (20 giugno 1981)
- Uscita di emergenza di Manlio Santanelli, regia di Antonio e Andrea Frazzi[4] (Rai 2, 28 settembre 1992)
- Padre Cicogna, racconto sinfonico per quattro voci, voce recitante e orchestra, su versi di Eduardo De Filippo e musiche di Nicola Piovani, Teatro Petruzzelli di Bari, regia televisiva di Carlo Tagliabue (on-line) (Rai 1, 28 dicembre 2013)

## Filmografia
- I giovani tigri, regia di Antonio Leonviola (1968)
- Quel negozio di Piazza Navona, regia di Mino Guerrini – miniserie TV (1969)
- Naso di cane, regia di Pasquale Squitieri – miniserie TV (1986)
- Il ricatto, regia di Tonino Valerii – miniserie TV (1989)
- Sabato, domenica e lunedì, regia di Lina Wertmüller  (1990)
- Taxi, regia di Elisabetta Villaggio – cortometraggio (1998)
- Come te nessuno mai, regia di Gabriele Muccino  (1999)
- Mannaggia alla miseria, regia di Lina Wertmüller (2010)
- Venuto al mondo, regia di Sergio Castellitto  (2012)
- Eduardo: la vita che continua, regia di Francesco Saponaro – documentario (2014)
- La stoffa dei sogni, regia di Gianfranco Cabiddu (2015)

## Pubblicità
- Acqua Uliveto (1995)

## Riconoscimenti
- Premio Ubu, stagione 1979/1980, migliore attore non protagonista per Tre atti unici di Eduardo De Filippo
- Premio Flaiano al miglior interprete televisivo (1991)
- Premio Poerio-Imbriani (2015)[5]
- Premio Eccellenze Napoletane (2014)[6]
- Premio Flaiano - Pegaso d'oro alla carriera (2014)
- Premio Simoni per la Fedeltà al Teatro di Prosa (2014)
- Premio Sorelle Gramatica. Il tempo perduto e ritrovato (2011)[7]
- Premio Associazione Nazionale dei Critici di Teatro (2011)[8]
- Premio De Sica per il Teatro (2010)[9]